# Дода
Дорота Аквалитеја „Дода” Рабчевска (пољ. Dorota Aqualiteja "Doda" Rabczewska; Цеханув 15. фебруар 1984) пољска је певачица, бивша чланица групе Вирџин (2000—2007).

## Дискографија

#### Албуми
- 2002:
- 2004:
- 2005:
- 2007:
- 2011:
- 2016:
- 2019:
- 2022:

#### Синглови
- 2002:
- 2002:
- 2004:
- 2004:
- 2005:
- 2005:
- 2005:
- 2006:
- 2007:
- 2007:
- 2008:
- 2009:
- 2011:
- 2011:
- 2012:
- 2012:
- 2012:
- 2012:
- 2013: